# Turhan Alçelik
Turhan Alçelik (* 5. März 1958 in Halkalı, Landkreis Keşap, Giresun) ist ein türkischer Augenarzt und ehemaliger Politiker. Er ist der Erfinder eines Scheinwerfers mit kontinuierlicher Fernbeleuchtung ohne Blendwirkung (Patentnummer: 03 81 9329.8).

## Leben
Der im Dorf Halkalı geborene Alçelik besuchte die Dorfgrundschule. Mittelschule und Gymnasium absolvierte er in der Provinzhauptstadt Giresun.
Alçelik schloss 1982 sein Medizinstudium an der Medizinischen Fakultät der Universität Istanbul ab. Im gleichen Jahr nahm er eine Arbeit in einer Gesundheitsstation in Tunceli auf. Von 1983 bis 1985 leistete er seinen Militärdienst. Anschließend praktizierte er vier Jahre lang als Arzt in einer Gesundheitsstation in Sakarya. 1991 begann er seine Facharztausbildung an der Medizinischen Fakultät der Cumhuriyet Üniversitesi in Sivas im Fachbereich Augenheilkunde, die er 1994 abschloss. 1995 wurde er Doçent-Anwärter an der Harran-Universität in Şanlıurfa, und kurze Zeit später wurde er Oberarzt der dortigen Universitätsklinik. 
Ebenfalls 1995 ließ er sich als Abgeordneter für den Wahlkreis Giresun aufstellen und gewann diese Wahl. Dadurch war er in der 20. und 21. Legislaturperiode Mitglied der Großen Nationalversammlung der Türkei. Alçelik war Mitglied der Refah Partisi, ab 1997 war er in der Fazilet Partisi, ab 2001 in der Saadet Partisi und ab 2010 in der Halkın Sesi Partisi politisch aktiv. Im September 2012 löste sich diese Partei auf und die Mitglieder der Partei traten der Adalet ve Kalkınma Partisi bei. Im Parlament war er Mitglied im Ausschuss für Gesundheit, Familie, Arbeit und Soziales.